# Чарлстаун (Меріленд)
Чарлстаун (англ. Charlestown) — місто (англ. town) в США, в окрузі Сесіл штату Меріленд. Населення — 1496 осіб (2020).

## Географія
Чарлстаун розташований за координатами 39°34′39″ пн. ш. 75°58′47″ зх. д. / 39.57750° пн. ш. 75.97972° зх. д. (39.577546, -75.979780).  За даними Бюро перепису населення США в 2010 році місто мало площу 3,92 км², з яких 3,09 км² — суходіл та 0,83 км² — водойми. В 2017 році площа становила 3,03 км², з яких 3,03 км² — суходіл та 0,01 км² — водойми.

## Демографія
Згідно з переписом 2010 року, у місті мешкали 1183 особи в 454 домогосподарствах у складі 324 родин. Густота населення становила 302 особи/км².  Було 550 помешкань (140/км²).
Расовий склад населення:
| - 94,8 % — білих - 3,7 % — чорних або афроамериканців - 0,2 % — корінних американців - 0,1 % — азіатів |

До двох чи більше рас належало 1,1 %. Частка іспаномовних становила 2,5 % від усіх жителів.
За віковим діапазоном населення розподілялося таким чином: 22,5 % — особи молодші 18 років, 66,5 % — особи у віці 18—64 років, 11,0 % — особи у віці 65 років та старші. Медіана віку мешканця становила 41,4 року. На 100 осіб жіночої статі у місті припадало 101,2 чоловіків;  на 100 жінок у віці від 18 років та старших — 104,7 чоловіків також старших 18 років.
Середній дохід на одне домашнє господарство  становив 87 766 доларів США (медіана — 73 542), а середній дохід на одну сім'ю — 102 498 доларів (медіана — 86 765). За межею бідності перебувало 12,5 % осіб, у тому числі 14,2 % дітей у віці до 18 років та 16,4 % осіб у віці 65 років та старших.
Цивільне працевлаштоване населення становило 565 осіб. Основні галузі зайнятості: освіта, охорона здоров'я та соціальна допомога — 22,7 %, мистецтво, розваги та відпочинок — 12,6 %, будівництво — 12,0 %.